# Seychellische Beachhandball-Nationalmannschaft der Männer
Die seychellische Beachhandball-Nationalmannschaft der Männer repräsentiert den seychellischen Handball-Verband als Auswahlmannschaft auf internationaler Ebene bei Länderspielen im Beachhandball.
Eine als Unterbau fungierende Nationalmannschaft der Junioren ist bislang ebenso wenig wie die Seychellische Beachhandball-Nationalmannschaft der Frauen als weibliches Pendant aufgestellt worden.

## Geschichte
Die seychellische Beachhandball-Nationalmannschaft der Männer wurde für die ersten African Beach Games 2019 im Santa Maria Beach Park auf der Insel Sal gegründet. Das Turnier in Kap Verde war das erste Turnier in dieser Sportart, das in Afrika für Nationalmannschaften ausgerichtet wurde. Die seychellische Mannschaft verlor in ihrer Vorrundengruppe beide Spiele und verpasste damit als Gruppenletzte den Sprung in das Halbfinale. In der Endabrechnung belegte die Mannschaft als beste der drei Gruppenletzten mit dem deutlich besten Punkteverhältnis dieser Mannschaften den siebten Rang der neun Teilnehmer.

## Teilnahmen
| World Games - 2001: nicht eingeladen - 2005: nicht eingeladen - 2009: nicht eingeladen - 2013: nicht qualifiziert - 2017: nicht qualifiziert - 2022: nicht qualifiziert | World Beach Games - 2019: nicht qualifiziert - 2023: nicht qualifiziert African Beach Games - 2019: 7. - 2023: | Weltmeisterschaften - 2001: nicht teilgenommen, ausgefallen - 2004: nicht qualifiziert - 2006: nicht qualifiziert - 2008: nicht qualifiziert - 2010: nicht qualifiziert - 2012: nicht qualifiziert - 2014: nicht qualifiziert - 2016: nicht qualifiziert - 2018: nicht qualifiziert - 2020: nicht qualifiziert, abgesagt - 2022: nicht qualifiziert |

- ABG 2019: Alister Amblavaney • Loutherd Amblavaney • Andhrano Belle • Kieran Dufrenne • Michel Dugasse • Curtis Esther • Claudio Gabriel[3]